# Барнута
Барнута (нем. Barnuta; до 1193 года, Рюген — ок. 1236 года, Гристов) — князь Рюгена с 1218 года по 1221 год, сын князя Яромара I и принцессы Хильдегарды Датской, основатель фон Гристов, побочной ветви Рюгенского Дома.

## Биография
Барнута родился во второй половине XII века в княжестве Рюген. Он был сыном Яромара I, князя Рюгена и его первой жены, принцессы Хильдегарды Датской. Первое упоминание о нём в письменном источнике относится к 1193 году.
Ок. 1200 года он получил удел, район между рекой Рик и Штральзундом — Гистров и остров Коос. Ему удалось защитить эти земли от притязаний герцогов Померании. После смерти отца, Яромара I в 1218 году Барнута стал князем Рюгена, но в 1221 году уступил трон Виславу I, и вплоть до своей смерти формально оставался соправителем брата. Он удалился в свой удел, где основал замок Гардист, или Гарчен.
Барнута умер в 1236 году в Гистрове.

## Потомки
По свидетельству «Померанской хроники» Томаса Канцова, Барнута был женат на принцессе Славомире Гюцковской, дочери Мислава II, князя Гюцковского, от которой имел двух сыновей, ставших родоначальниками фон Гристов, побочной ветви Рюгенского Дома.
- Добеслав фон Гристов (1237—1249)
- Иоганн фон Гристов (1237 — 1265 или 1289)